# Марізь Кемаль
Кема́ль Марі́зь (ерз. Маризь Кемаль, рос. Раиса Кемайкина; 13 серпня 1950, Вішка Марізь вєлє Чамзінського району Республіки Мордовія) — ерзянська поетеса, журналістка та фольклористка. Лідерка національного ерзянського руху 1990-х років.

## Біографія
Народилася в ерзянському селі, в Чамзинському районі, де у післявоєнний час панувала ерзянська мова. 1956 року батьки переїжджають до Саранська, де Марізь Кемаль закінчила факультет ерзянської філології Мордовського державного університету. Після вишу кілька років працює педагогом у рідному селі, але шукає роботу в столиці Мордовії.
Працювала в редакції газети «Эрзянь правда», а згодом — редакторкою відділу поезії журналу «Сятко». Ще в часи совєцької окупації у державному видавництві Мордовії виходять збірки її віршів, зокрема для дітей.
Наприкінці існування СРСР почала брати участь у націоналістичному ерзянському русі. 1989 року стала однією з ініціаторів створення товариства «Масторава», вона ж керівниця самодіяльного фольклорно-етнографічного ансамблю «Ламзурь».

### Політична діяльність
У 1990-х роках — політична лідерка ерзян (ерзянська Прунскене). Пропагандистка безкомпромісної тези: кавто кельть — кавто раськеть (дві мови — два народи), яка заперечувала існування мордовського народу як спільності субетоносів — ерзя та мокша. Ерзя проголошувалися самостійним народом із правом створення окремої Ерзянської держави на всій історичній території Ерзянь Мастор (на противагу Республіці Мордовія як дуалістичної держави ерзян та мокшан).
Очолила жіночий національний рух «Эрзява».
Як професійна та обдарована журналістка створила цілий корпус яскравої антиколоніальної публіцистики. Більшість із них оприлюднила в газеті «Эрзянь Мастор». Проте вже на початку 2000-х років відійшла від активної політичної боротьби. Своєрідну капітуляцію виказала у трагічному діагнозі: ерзяни — колонізований народ. Тим не менше, залишилася символом антиколоніального руху, а її твори (зокрема, відозва «Минь эрзят!» та вірш «Колмо штатол») стали ґрунтом модерної ерзянської ідентичності, мотивували політичний націоналізм ерзян.

### Антиклерикальна війна

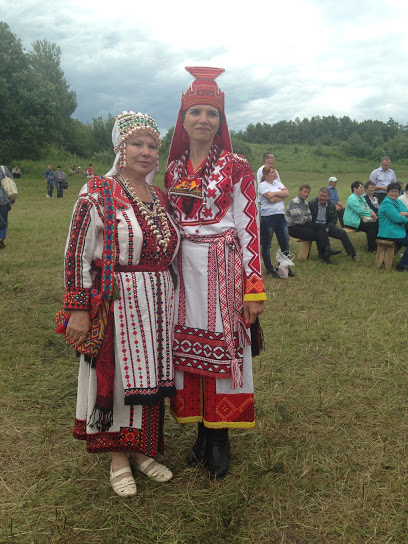
Марізь Кемаль та Наталія Тушнікова на Раскень Озкс, 2016 р.

Кемаль — організаторка громад традиційної релігії ерзян. Цей феномен з'явився після утворення Мордовської єпархії РПЦ (1990). Тоді у ерзянської інтелігенції виникла надія на впровадження ерзя мови у богослужбу, на воцерковлення ерзянської ідентичности — бодай в межах РПЦ. Криза цих сподівань радикалізувала віруючих ерзян, стимулювала національну інтелігецію відновлювати етнічну релігію — релігію бога Інешкіпаза.
Акція ерзян на релігійному фронті налякала клерикальні сили в РФ, водночас заінтригувала російських вчених-релігієзнавців, адже ерзянська традиційна релігія вважался мертвою ще на початку XX століття. Дослідник Щіпков 1992 писав:
| Кємайкіна (офіційне ім'я К. — при.авт.) очолила гурт саранської інтелігенції, яка поставила за мету повну реконструкцію язицького світогляду і богослужіння на основі обробки етнографічного, фольклорного і лінгвістичного матеріялу |
Саме 1992 року Марізь Кемаль організовує перші публічні моління ерзянському покровителю Інешкіпазу, моделює чин служби, створює корпус жіночого священства. У цей же час дає програмне інтерв'ю чуваській газеті «Атлант», в якій солідаризується із чуваською інтелігенцію, яка також робила спроби відродження національної дохристиянської релігії. Разом з релігійним рухом чімарі в Республіці Марій Ел, на Поволжі створювався цілий пояс країн із традиційною дохристиянчською релігією — Ерзянь Мастор (Мордовія), Чувашія та Марій Ел.
Разом з тим Марізь Кемаль постулювала ідеологію «старої ерзянської віри» й у політичному ключі — як повне відокремлення від нації-колонізатора — росіян, держави-колонізатора — Московії-Росії.
Шукаючи Священних текстів традиційної релігії ерзян, Кемаль готова була оголосити національний епос «Масторава» ерзянською Біблією.

## Твори
- Збірка нарисів «Сынь ульнесть эрзят» (Вони були ерзянами);
- збірка казок «Эвксонь кужо» (Казкова галявина);
- поема «Мон — эрзян!» (Я — ерзянка!);
- збірка віршів «Лавсь».

### Творчість Марізь Кемаль у музиці
Пісні на вірші Кемаль стали народними. Музику на них писали відомі національні композитори та музикознавці Юрій Буянкін та Йовлань Оло.

## Контакти з Україною
Підтримувала тривале листування з українським вченим, член-кореспондентом НАН України Орестом Ткаченком, який справив сильний вплив на світогляд поетеси. 2006 року листи Ткаченка до Марізь Кемаль зібрано в окрему книжку «Письма далекого друга», яка пережила два видання у Саранську.